# Río Jamapa
El río Jamapa  (del náhuatl: Xam-a-pan. "en el río de los adobes" )  Es un río de la vertiente del Golfo de México que fluye de oeste a este, desde su nacimiento en el Ciltlaltépetl, alimentado por el deshielo de las nieves del glaciar Jamapa, a unos 5000 m sobre el nivel del mar, y recorre un trayecto de 368 km, atravesando el centro del estado de Veracruz, hasta su desembocadura en el municipio de Boca del Río.
Su caudal depende del deshielo del glaciar y de las lluvias, disminuye invierno; especialmente en diciembre.
Su principal afluente es el río Cotaxtla, con el que se une a la altura del poblado del mismo nombre.
Sobre su cuenca se localiza la ciudad de Córdoba, además de localidades como Yanga, Cuitlahuac, Paso del Toro y la zona arqueológica de Quauhtochco, de origen mexica y con más de 700 años de antigüedad.

### Historia
En 1518, la expedición de Juan de Grijalva recorrió por primera vez la zona, nombrando al río Jamapa como Río de Banderas, debido a que, cerca de su desembocadura, se dio el primer contacto entre los conquistadores y los mexicas, a quienes avistaron desde sus embarcaciones agitando banderas blancas; de ahí el nombre.
Se trataba de una embajada enviada por Moctezuma Xocoyotzin para comerciar productos con los europeos. Según las crónicas españolas, se  intercambiaron productos como guajolotes, tortillas, zapotes y oro, por productos como camisas de castilla y cuentas de cristal de venecia.
“…estaban en posta y vela muchos indios del gran Montezuma en aquel río, con unas varas muy largas y en cada vara una bandera de manta de algodón, blanca, enarbolándolas y llamándonos, como que parecían eran señal de paz, que fuésemos adonde estaban.”.
Bernal Díaz del Castillo. 